# Listă de filme românești din 2017
Aceasta este o listă de filme românești din 2017:

## Lista
| Premiera mondială | Titlu                           | Studio                                                            | Distribuție, echipa tehnică                                                                                 | Gen                        | Ref.              |
| ----------------- | ------------------------------- | ----------------------------------------------------------------- | --- | -------------------------- | ----------------- |
| 9 februarie       | Ana, mon amour                  | Parada Film, Augenschein Filmproduktion, Sophie Dulac Productions | Regia: Călin Peter Netzer. Cu Mircea Postelnicu, Diana Cavallioti, Carmen Tănase, Vasile Muraru             | dramatic                   | [ 2 ] [ 3 ] [ 4 ] |
| 4 iulie           | Marița                          | Hi Film Production                                                | Regia: Cristi Iftime. Cu Alexandru Potocean, Adrian Titieni și Lucian Iftime                                | dramă, road movie          |                   |
|                   | Octav                           |                                                                   | Regia: Serge Ioan Celebidachi. Cu Marcel Iureș, Andi Vasluianu, Cristian Bota, Lia Bugnar, Victor Rebengiuc | dramatic                   | [ 5 ] [ 6 ]       |
|                   | 7 de inimă roșie                |                                                                   | Regia: Sorin Marin. Cu Adrian Titieni, Vlad Ivanov, Adina Galupa, Mihai Stanescu                            |                            | [ 7 ]             |
|                   | Lângă Scaunul Domnului          |                                                                   | |                            | [ 8 ]             |
|                   | Cine a ucis Crăciunul?          |                                                                   | Regia: Dinu Tănase.                                                                                         |                            | [ 9 ]             |
| 17 noiembrie      | Hawaii                          | ActorieDeFilm, Lunatic Films                                      | Regia Jesús del Cerro, cu Dragoș Bucur, Cristina Flutur, Constantin Cojocaru, Andi Vasluianu                | Dramă                      | [ 11 ] [ 12 ]     |
|                   | Mergând spre Paris              | Abis Studio                                                       | Regia Peter Greenaway, cu Emun Elliott și Michiel Huisman în rolul lui Constantin Brâncuși                  | Aventuri, Biografic, Dramă | [ 13 ] [ 14 ]     |
|                   | Soldații. Poveste din Ferentari | HiFilm Productions                                                | Regia Ivana Mladenovic                                                                                      |                            | [ 15 ] [ 16 ]     |
|                   |                                 |                                                                   | |                            |                   |

## Legături externe
- Filme românești din 2017 la IMDb.com
- Filme românești din 2017 la Cinemagia.ro